# Рудна (Румунія)
Рудна (рум. Rudna) — село у повіті Тіміш в Румунії. Входить до складу комуни Джулвез.
Село розташоване на відстані 417 км на захід від Бухареста, 33 км на південний захід від Тімішоари.

## Населення
За даними перепису населення 2002 року у селі проживали 742 особи.
Національний склад населення села:
| Національність | Кількість осіб | Відсоток |
| -------------- | -------------- | -------- |
| румуни         | 452            | 60,9 %   |
| серби          | 171            | 23,0 %   |
| цигани         | 88             | 11,9 %   |
| угорці         | 17             | 2,3 %    |
| німці          | 10             | 1,3 %    |

Рідною мовою назвали:
| Мова      | Кількість осіб | Відсоток |
| --------- | -------------- | -------- |
| румунська | 543            | 73,2 %   |
| сербська  | 163            | 22,0 %   |
| угорська  | 17             | 2,3 %    |
| німецька  | 10             | 1,3 %    |
| циганська | 5              | 0,7 %    |